# Urbina de Eza
Urbina de Eza (oficialmente Urbina Eza) es un concejo del municipio de Cuartango, en la provincia de Álava, España.

## Historia
Hacia mediados del siglo XIX, el lugar, ya por entonces perteneciente a Cuartango, tenía contabilizada una población de veintiocho habitantes. Aparece descrito en el decimoquinto volumen del Diccionario geográfico-estadístico-histórico de España y sus posesiones de Ultramar de Pascual Madoz con las siguientes palabras:

URBINA DE EZA: l. del ayunt. de Cuartango en la prov. de Alava (á Vitoria 4 leg.), part. jud. de Añana (3), aud. terr. de Búrgos (19), c. g. de las Provincias Vascongadas, dióc. de Calahorra (20): sit. en cuesta; clima saludable; reina el viento N. y se padecen constipados. Tiene 7 casas; igl. parr. (San Juan Bautista) servida por un beneficiado. El térm. confina N. Echevarri; E. sierra de Badaya; S. Zuazo, y O. Jocano; comprendiendo dentro de su circunferencia parte de la espresada sierra. El terreno es llano en su mayor parte y de mediana calidad; le atraviesa el r. Bayas que va á desembocar al Ebro. caminos: el que dirige á Vizcaya y Rioja: el correo se recibe de Orduña. prod.: trigo, cebada, avena, patatas y legumbres: cria de ganado lanar, cabrio y vacuno; caza de zorros, liebres, perdices, codornices y tordas; pesca de truchas, barbos y anguilas. ind.: ademas de la agricultura y ganaderia hay un molino harinero. pobl.: 5 vec., 28 alm. contr.: con su ayunt. (V.).
(Madoz, 1849, p. 221)

En 2022, tenía empadronados veintiún habitantes.

## Demografía
| Gráfica de evolución demográfica de Urbina de Eza entre 2000 y 2017 |
|                                                                     |
| Población de derecho según los censos de población del INE.         |

## Patrimonio
Hay en el concejo una iglesia de San Juan Evangelista.